# Vasilův Rubáš
Vasilův Rubáš je hudební skupina, která vystupuje od roku 2003 především na pražské scéně. Server musicserver označil jejich tvorbu jako folk-punk s celou škálou dalších žánrových odboček.
Skupina vznikla v roce 2003 a tehdy přezvala část repertoáru předchozí skupiny Filipa Nováka Dva neb tři. Některé písně kapely jsou tak založeny na textech Daniela Razíma.
Do širšího povědomí vešla jako vítěz Mezinárodní interpretační soutěže Porta v Ústí nad Labem v roce 2012, v roce 2011 byla na českém finále druhá. Přestože jde o folkovou soutěž, kapela inklinuje k široké škále stylů, např. reggae, ska, punk. Duo je rovněž známo svým komickým vystupováním na koncertech. Tradičně jednou za rok hrají v Paláci Akropolis.
První polovinu dua tvoří Filip „Vasilděda“ Novák, který také vystupuje s kapelou Rychtank a prošel řadou dalších (Banditos, Bůhví, Parajazz). Je autorem převážné většiny písní a kromě zpěvu obsluhuje akordeon a akustickou kytaru.
Druhou polovinou dvojice je Petr „Ruby“ Rubáš, který je známý také jako herec divadla Esence, ale vystupoval například se souborem renesanční hudby Musica ad tabulam, nebo s punkovou kapelou Debilní název. Ve Vasilově Rubáši kromě zpěvu a zvukových efektů obsluhuje především djembe.

## Diskografie
- 2011 – Poslední koncert (živé demo)
- 2012 – Konec světa (100Promotion, pokřtěno v prosinci 2012 v Paláci Akropolis)
- 2014 – Maliny (singl)
- 2016 – Nebyl, ale[1]
- 2017 – Hipsterský byt (singl)
- 2018 – Nadstandard (singl)[9]
- 2024 – Tisíc výmluv